# San Pantaleo (Dolianova)

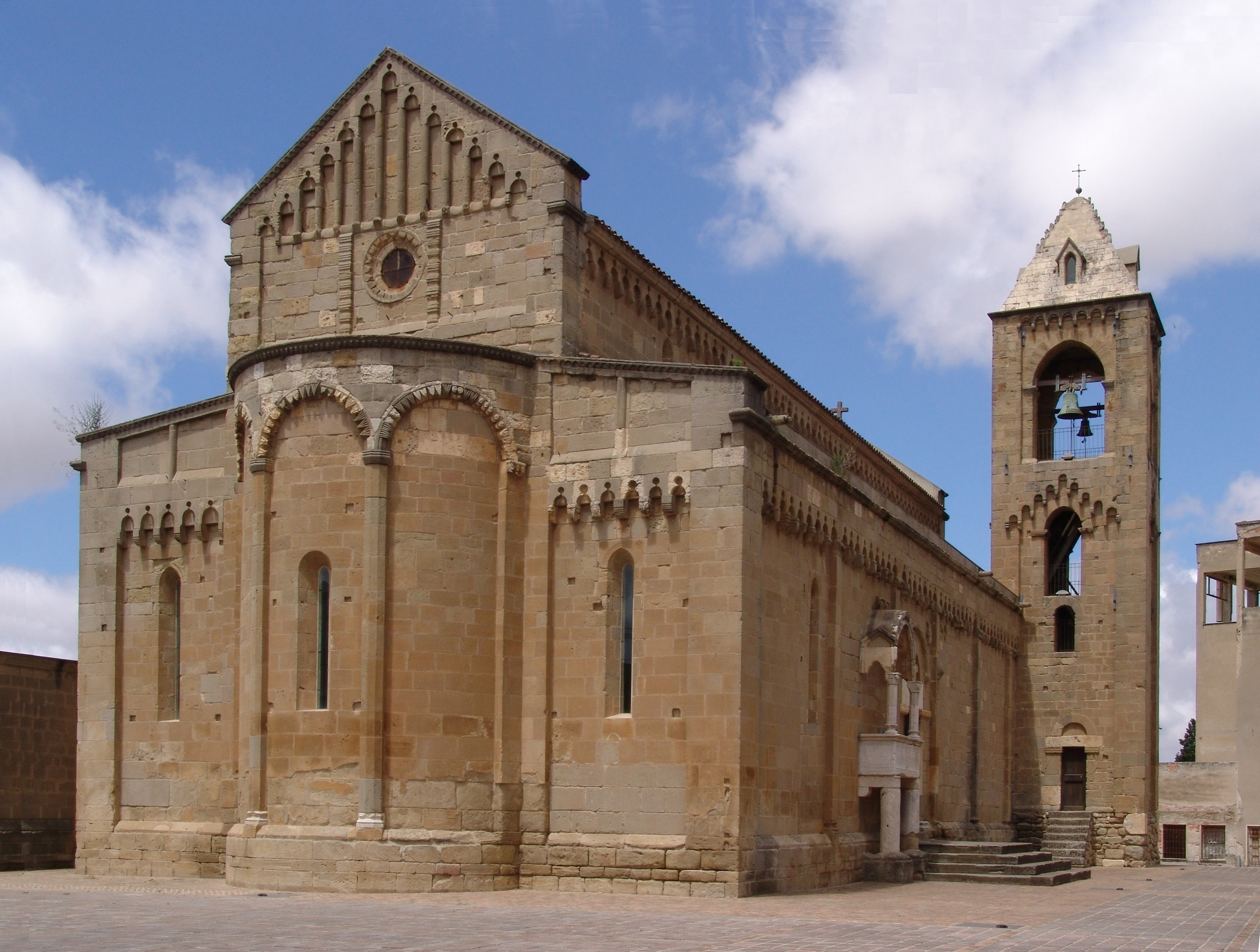
San Pantaleo in Dolianova

San Pantaleo ist eine ehemalige Kathedrale in Dolianova in der Metropolitanstadt Cagliari auf Sardinien. Sie ist Konkathedrale des Erzbistums Cagliari.

## Baugeschichte

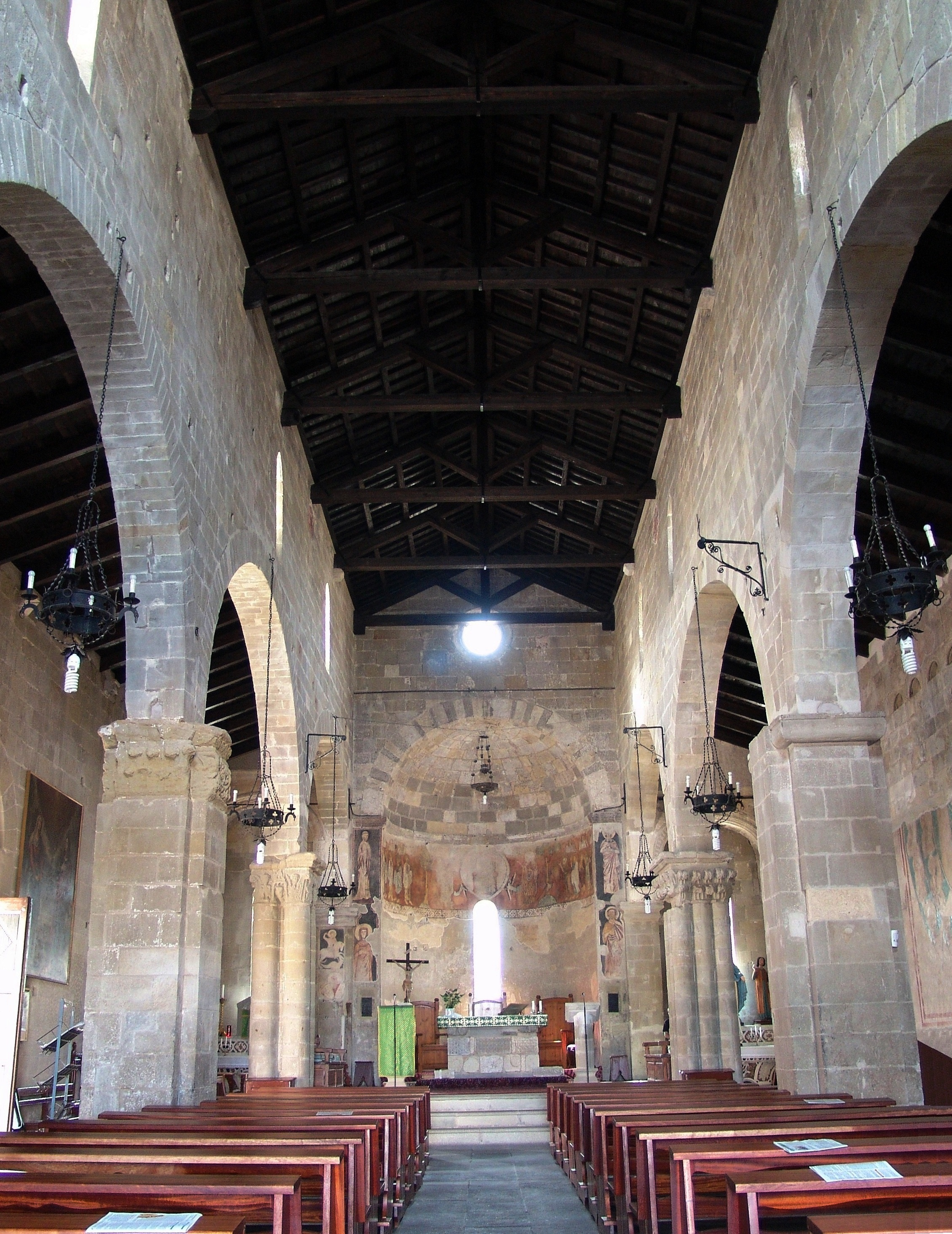
Inneres

Zwischen 1160 und 1170 begannen Bauleute, die zuvor in Santa Giusta gearbeitet hatten, mit der Errichtung der Kathedrale der Diözese Dolia. Sie brachen ihr Werk aber ab, bevor die Höhe der Dachtraufe erreicht war. Abgesehen von untauglichen Versuchen, die Arbeiten voranzutreiben, blieb der Bau etwa 100 Jahre unvollendet.
Als Mudejaren (arabische Handwerker) aus Spanien eintrafen, standen der dreischiffige Grundriss, die Lisenengliederung der Wände und der untere Teil der Fassade in den Grundformen fest. Der Mudejar-Stil konnte sich deshalb nur bei der Ausschmückung des romanischen Baukörpers durchsetzen, vor allem in den Blendbogenfriesen, deren Nasenbögen auf hohen Konsolen sitzen, die reich mit Blättern, eigenartigen Köpfen und geometrischen Formen (wie Ziehharmonikabälge) verziert sind. Die Bogensteine sind fast ausnahmslos mit Blüten, Kreisen, Kreuzen, Monden, Sternen oder primitiven Menschenfiguren so reich geschmückt, dass man meinen könnte, sie wären aus Holz geschnitzt.
Wo die Lisenenform nicht vorbestimmt war (z. B. unter dem Mittelgiebel), wurden sie nicht rechteckig und glatt gestaltet, sondern kräftig modelliert, wie Türme aus übereinander gesetzten Säulenbasen. Die äußere Gestalt des Glockenturms mit den großen, leicht angespitzten Bogenfenstern lehnt sich eng an den lombardischen Kampanile von Santa Maria di Castello in Genua an. An den Blendbögen kommt jedoch wieder der Mudejarstil zum Tragen (augenfällig in den unteren Fenstern, die nach Art islamischer Stalaktitenbögen gerahmt sind).
Auch das Flachrelief einer Schlange inmitten von Amphibien und Sumpfpflanzen, das den Architrav des Hauptportals beherrscht, dürfte von der Hand eines arabischen Steinmetzen stammen; die Grundform der Portale ist hingegen toskanisch. Im Innern zeigen drei gemauerte Kreuzpfeiler aus der Zeit der Bauanfänge, dass zumindest für die Seitenschiffe eine Gewölbedecke geplant war. Die arabischen Bauleute, technisch sicher nicht so versiert wie ihre Vorgänger, überspannten die Pfeiler mit sehr hohen, auffallend schmalen Mauerbögen und zogen eine schlichte Balkendecke für die gesamte Kirche vor.
Ob die drei gotisch geformten Bündelpfeiler noch vor dem Eintreffen der arabischen Bauleute, vielleicht von französischen Handwerkern geschaffen wurden, oder ob man sie erst Anfang des 14. Jahrhunderts einfügte, ist unklar. Beachtenswert sind ihre französisierenden Kapitelle, welche die typisch gotischen, hier sehr knollenhaft geformten Kriechblumen tragen. Vereinzelt finden sich drollige Darstellungen, darunter eine Krippenszene mit zwei Engeln, dem langbärtigen Josef und der horizontal über der Krippe schwebenden Maria. Mit dem Mudejarstil, der sich bis zum Ende des 13. Jahrhunderts rasch über zahlreiche weitere, meist unbedeutende Kirchen (z. B. San Pietro in Villamar, San Michele in Siddi, Santa Barbara bei Sassari, Santa Maria di Betlem und der Glockenturm von San Nicola in Sassari) verbreitete, lebte die Vorliebe für Majolikamedaillons wieder auf. In diesen Kirchen trafen sich gotische und arabische Ausdrucksformen, ohne die Schwelle vom Dekorationsstil zum Baustil überwinden zu können. Die teilweise einheimischen Baumeister schufen im Grunde weiter romanische Kirchen. Die Einführung der Gotik als Baustil auf der Insel blieb Baumeistern vom Festland vorbehalten.